# Paweł Sokolnicki
Paweł Sokolnicki (* 7. Januar 1981) ist ein polnischer Fußballschiedsrichterassistent. Er steht als dieser seit 2010 sowie seit 2022 als Video-Assistent auf der Liste der FIFA-Schiedsrichter.

## Karriere
Als Assistent begleitete er nebst vielen Partien auf nationaler Ebene unter anderem international nebst Begegnungen auf Klub-Ebene auch Spiele von Nationalmannschaften. Hierbei war er unter anderem bei der UEFA Nations League und der Europameisterschaft 2016 als auch der Weltmeisterschaft 2018 sowie beim Arabien-Pokal 2021 vertreten. Zur Weltmeisterschaft 2022 wurde er ins Aufgebot der Assistenten berufen und leitete hier schlussendlich gemeinsam mit seinem Schiedsrichterassistentenkollegen Tomasz Listkiewicz im Gespann von Schiedsrichter Szymon Marciniak das Turnierfinale zwischen Argentinien und Frankreich.